# Welcome to the Rileys
Welcome to the Rileys è un film del 2010, diretto da Jake Scott.
Il film è stato presentato al Sundance Film Festival ed è stato poi distribuito da Apparition il 29 ottobre 2010 negli Stati Uniti.

## Trama
Doug e Lois sono sconvolti dalla morte della loro figlia adolescente e i loro rapporti vanno di male in peggio, ma nella loro vita entrerà presto Mallory, un'adolescente travagliata che lavora come lap dancer in uno strip club e che cercherà di risollevare un po' la situazione della coppia, mentre Doug e Lois cercheranno di toglierla dalla cattiva strada.